# 佩奇代爾 (密蘇里州)
佩奇代爾（英語：Pagedale）是位於美國密蘇里州聖路易斯縣的城市。

## 人口
根據2020年美國人口普查的數據，佩奇代爾的面積為3.12平方千米，皆為陸地。當地共有人口2554人，而人口密度為每平方千米819人。